# Drasteria eubapta
Drasteria eubapta är en fjärilsart som beskrevs av George Francis Hampson 1926. Drasteria eubapta ingår i släktet Drasteria och familjen nattflyn. Inga underarter finns listade i Catalogue of Life.